# Torneio José Américo de Almeida Filho de 1976
O Torneio José Américo de Almeida Filho de 1976, foi uma competição de futebol realizada pela Confederação Brasileira de Desportos[carece de fontes?] (CBD, precursora da atual CBF) no Nordeste brasileiro que reuniu, predominantemente, campeões e vice estaduais da região. O campeão foi o Vitória, tendo como vice o América de Natal.
O fato interessante e peculiar desse torneio foi a participação do Volta Redonda, clube convidado do Rio de Janeiro.
Apesar dos apelos do Vitória, a competição não é reconhecida de forma oficial pela CBF como Copa do Nordeste. O clube baiano e a Liga do Nordeste solicitaram o reconhecimento. A competição chegou a ser reconhecida inicialmente pela CBF, em setembro de 2012, equiparando-a ao "Nordestão", através de seu guia anual, o Guia do Campeonato Brasileiro de 2012. Porém, os títulos deste documento, foram anunciados pelos próprios clubes e não pela CBF em si, cabe também observar que o reconhecimento de títulos pela CBF vem através de Resoluções de Presidência da mesma, não através do Guia do Campeonato Brasileiro. Mas nas edições posteriores, esta decisão foi revista, como na edição do Guia do Brasileirão - CBF 2015.
Em setembro de 2014, o presidente da Liga do Nordeste, Alexi Portela, encaminhou à direção de competições da entidade máxima do futebol brasileiro uma nova lista de "campeões oficiais", agora além de incluir o Torneio José Américo de Almeida Filho de 1976, também o de 1975. Porém, até o momento, a CBF não pronunciou sobre o assunto.

## Clubes participantes
De Alagoas
- CSA

Da Bahia
- Fluminense de Feira
- Vitória
- Ypiranga

Da Paraíba
- Botafogo
- Treze

De Pernambuco
- Sport

Do Rio de Janeiro
- Volta Redonda

Do Rio Grande do Norte
- ABC
- América de Natal

De Sergipe
- Confiança
- Sergipe

## Regulamento
Os doze clubes se enfrentam em jogos apenas de ida, os quatro melhores classificados avançam às semifinais, e os vencedores disputam a final em jogo único.

## Classificação
| Classificação | Classificação       | Classificação | Classificação | Classificação | Classificação | Classificação | Classificação | Classificação | Classificação |
| Time          | Time                | PG            | J             | V             | E             | D             | GP            | GC            | SG            |
| ------------- | ------------------- | ------------- | ------------- | ------------- | ------------- | ------------- | ------------- | ------------- | ------------- |
| 1             | América de Natal    | 18            | 11            | 8             | 2             | 1             | 17            | 7             | 10            |
| 2             | Vitória             | 15            | 11            | 5             | 5             | 1             | 17            | 10            | 7             |
| 3             | ABC                 | 15            | 11            | 4             | 7             | 0             | 12            | 6             | 6             |
| 4             | Botafogo            | 14            | 11            | 6             | 2             | 3             | 20            | 8             | 12            |
| 5             | CSA                 | 14            | 11            | 5             | 4             | 2             | 15            | 12            | 3             |
| 6             | Confiança           | 13            | 11            | 5             | 3             | 3             | 12            | 8             | 4             |
| 7             | Sport               | 12            | 11            | 3             | 6             | 2             | 9             | 10            | -1            |
| 8             | Fluminense de Feira | 6             | 10            | 1             | 4             | 5             | 5             | 13            | -8            |
| 9             | Volta Redonda       | 6             | 10            | 1             | 4             | 5             | 12            | 18            | -6            |
| 10            | Ypiranga            | 5             | 9             | 1             | 3             | 5             | 8             | 16            | -8            |
| 11            | Treze               | 5             | 10            | 1             | 3             | 6             | 12            | 18            | -6            |
| 12            | Sergipe             | 2             | 10            | 0             | 2             | 8             | 2             | 17            | -15           |

## Resultados

### Primeira fase
| 7 de novembro | Botafogo-PB | 2 – 2 | Volta Redonda |  |
|               |             |       |               |  |

| 7 de novembro | Ypiranga | 1 – 1 | Sport |  |
|               |          |       |       |  |

| 7 de novembro | ABC | 1 – 1 | CSA |  |
|               |     |       |     |  |

| 7 de novembro | Fluminense de Feira | 1 – 3 | Vitória |  |
|               |                     |       |         |  |

| 7 de novembro | Confiança | 2 – 0 | Sergipe |  |
|               |           |       |         |  |

| 7 de novembro | América de Natal | 2 – 1 | Treze |  |
|               |                  |       |       |  |

| 10 de novembro | Botafogo-PB | 3 – 0 | CSA |  |
|                |             |       |     |  |

| 10 de novembro | Fluminense de Feira | 0 – 1 | Sport |  |
|                |                     |       |       |  |

| 10 de novembro | ABC | 2 – 2 | Volta Redonda |  |
|                |     |       |               |  |

| 10 de novembro | Sergipe | 2 – 2 | Vitória |  |
|                |         |       |         |  |

| 10 de novembro | Treze | 0 – 2 | Confiança |  |
|                |       |       |           |  |

| 10 de novembro | América de Natal | 4 – 2 | Ypiranga |  |
|                |                  |       |          |  |

| 14 de novembro | Botafogo-PB | 4 – 0 | Ypiranga |  |
|                |             |       |          |  |

| 14 de novembro | Sergipe | 0 – 1 | Sport |  |
|                |         |       |       |  |

| 14 de novembro | ABC | 0 – 0 | Confiança |  |
|                |     |       |           |  |

| 14 de novembro | Fluminense de Feira | 1 – 1 | CSA |  |
|                |                     |       |     |  |

| 14 de novembro | América de Natal | 1 – 0 | Vitória |  |
|                |                  |       |         |  |

| 14 de novembro | Treze | 3 – 1 | Volta Redonda |  |
|                |       |       |               |  |

| 17 de novembro | Botafogo-PB | 1 – 2 | Vitória |  |
|                |             |       |         |  |

| 17 de novembro | Treze | 2 – 3 | Sport |  |
|                |       |       |       |  |

| 17 de novembro | ABC | 2 – 0 | Ypiranga |  |
|                |     |       |          |  |

| 17 de novembro | Confiança | 2 – 1 | CSA |  |
|                |           |       |     |  |

| 17 de novembro | Sergipe | 0 – 0 | Fluminense de Feira |  |
|                |         |       |                     |  |

| 17 de novembro | América de Natal | 2 – 0 | Volta Redonda |  |
|                |                  |       |               |  |

| 21 de novembro | Sergipe | 0 – 2 | Botafogo-PB |  |
|                |         |       |             |  |

| 21 de novembro | Confiança | 0 – 0 | Sport |  |
|                |           |       |       |  |

| 21 de novembro | ABC | 2 – 1 | América de Natal |  |
|                |     |       |                  |  |

| 21 de novembro | CSA | 2 – 1 | Volta Redonda |  |
|                |     |       |               |  |

| 21 de novembro | Fluminense de Feira | 1 – 0 | Ypiranga |  |
|                |                     |       |          |  |

| 21 de novembro | Treze | 1 – 2 | Vitória |  |
|                |       |       |         |  |

| 24 de novembro | Confiança | 0 – 0 | Botafogo-PB |  |
|                |           |       |             |  |

| 24 de novembro | Treze | 0 – 0 | ABC |  |
|                |       |       |     |  |

| 24 de novembro | América de Natal | 1 – 0 | Fluminense de Feira |  |
|                |                  |       |                     |  |

| 24 de novembro | Sergipe | 0 – 3 | Volta Redonda |  |
|                |         |       |               |  |

| 25 de novembro | Vitória | 1 – 1 | Ypiranga |  |
|                |         |       |          |  |

| 26 de novembro | CSA | 2 – 0 | Sport |  |
|                |     |       |       |  |

| 28 de novembro | Botafogo-PB | 0 – 1 | América de Natal |  |
|                |             |       |                  |  |

| 28 de novembro | ABC | 1 – 1 | Sport |  |
|                |     |       |       |  |

| 28 de novembro | CSA | 1 – 0 | Sergipe |  |
|                |     |       |         |  |

| 28 de novembro | Treze | 1 – 1 | Fluminense de Feira |  |
|                |       |       |                     |  |

| 28 de novembro | Confiança | 0 – 2 | Vitória |  |
|                |           |       |         |  |

| 28 de novembro | Ypiranga | 1 – 1 | Volta Redonda |  |
|                |          |       |               |  |

| 30 de novembro | Botafogo-PB | 3 – 0 | Fluminense de Feira |  |
|                |             |       |                     |  |

| 2 de dezembro | Sport | 0 – 0 | Volta Redonda | Ilha do Retiro, Recife |
|               |       |       |               | Público: 1,769         |

| 2 de dezembro | ABC | 1 – 1 | Vitória |  |
|               |     |       |         |  |

| 2 de dezembro | América de Natal | 1 – 1 | CSA |  |
|               |                  |       |     |  |

| 2 de dezembro | Treze | 2 – 0 | Sergipe |  |
|               |       |       |         |  |

| 3 de dezembro | Confiança | 3 – 1 | Volta Redonda |  |
|               |           |       |               |  |

| 4 de dezembro | Sport | 1 – 1 | América de Natal |  |
|               |       |       |                  |  |

| 5 de dezembro | Botafogo-PB | 2 – 1 | Treze |  |
|               |             |       |       |  |

| 5 de dezembro | Fluminense de Feira | 0 – 0 | ABC |  |
|               |                     |       |     |  |

| 5 de dezembro | CSA | 2 – 1 | Ypiranga |  |
|               |     |       |          |  |

| 5 de dezembro | Vitória | 3 – 1 | Volta Redonda |  |
|               |         |       |               |  |

| 7 de dezembro | Confiança | 3 – 1 | Fluminense de Feira |  |
|               |           |       |                     |  |

| 8 de dezembro | Sport | 1 – 3 | Botafogo-PB |  |
|               |       |       |             |  |

| 8 de dezembro | Sergipe | 0 – 2 | ABC |  |
|               |         |       |     |  |

| 8 de dezembro | CSA | 1 – 1 | Vitória |  |
|               |     |       |         |  |

| 9 de dezembro | Confiança | 0 – 1 | América de Natal |  |
|               |           |       |                  |  |

| 11 de dezembro | ABC | 1 – 0 | Botafogo-PB |  |
|                |     |       |             |  |

| 11 de dezembro | Sport | 0 – 0 | Vitória |  |
|                |       |       |         |  |

| 11 de dezembro | CSA | 3 – 1 | Treze |  |
|                |     |       |       |  |

| 11 de dezembro | Sergipe | 0 – 2 | América de Natal |  |
|                |         |       |                  |  |

| 11 de dezembro | Ypiranga | 2 – 0 | Confiança |  |
|                |          |       |           |  |

As partidas abaixo foram canceladas por motivos desconhecidos
|  | Fluminense de Feira | – | Volta Redonda |  |
|  |                     |   |               |  |

|  | Sergipe | – | Ypiranga |  |
|  |         |   |          |  |

|  | Treze | – | Ypiranga |  |
|  |       |   |          |  |

### Fase final
|  | Semifinal              | Semifinal              | Semifinal              | Semifinal        |         |         | Final   | Final | Final | Final |
|  |                        |                        |                        |                  |         |         |         |       |       |       |
|  |                        |                        |                        |                  |         |         |         |       |       |       |
|  |                        |                        |                        |                  |         |         |         |       |       |       |
|  | Vitória                | Vitória                | Vitória                | 2                |         |         |         |       |       |       |
|  | Vitória                | Vitória                | Vitória                | 2                |         |         |         |       |       |       |
|  | Botafogo-PB            | Botafogo-PB            | Botafogo-PB            | 1                |         |         |         |       |       |       |
|  | Botafogo-PB            | Botafogo-PB            | Botafogo-PB            | 1                | Vitória | Vitória | Vitória | 3     |       |       |
|  |                        |                        |                        |                  | Vitória | Vitória | Vitória | 3     |       |       |
|  |                        | América de Natal       | América de Natal       | América de Natal | 0       |         |         |       |       |       |
|  | ABC                    | ABC                    | ABC                    | América de Natal | 0       | 1 (2)   |         |       |       |       |
|  | ABC                    | ABC                    | ABC                    |                  |         |         |         |       |       |       |
|  | América de Natal (pen) | América de Natal (pen) | América de Natal (pen) | 1 (4)            |         |         |         |       |       |       |
|  | América de Natal (pen) | América de Natal (pen) | América de Natal (pen) | 1 (4)            |         |         |         |       |       |       |

#### Semifinais
| 15 de dezembro | Vitória | 2 – 1 | Botafogo-PB |  |
|                |         |       |             |  |

| 15 de dezembro | ABC | 1 – 1 (2–4 pen.) | América de Natal |  |
|                |     |                  |                  |  |

#### Final
| 18 de dezembro | América de Natal | 0 – 3 | Vitória             | Castelão, Natal                                                        |
|                |                  |       | Geraldão · Zé Júlio | Público: 6,860 (renda de Cr$ 82,961,00) Árbitro: Gilson Ramos Cordeiro |

Vitória (4–3–3): Williams; Jurandir, Joãozinho, Válter e Teixeira; Paulo Roberto, Léo Oliveira e Valdo; Zé Júlio, Geraldão (Joel Leão) e Ferreti (Leninho). 

Técnico: Denílson Custódio.
América (4–2–4): Cicero; Olímpio, Ivan Xavier, Odélio e Alberto; Washington e Alberi; Jangada (Davi), Garcia (Marinho), Santa Cruz e Ivanildo. 

Técnico: Sebastião Leônidas.
| Campeão Nordestino de 1976 |
| -------------------------- |
| Vitória (1º título)        |